# Дірявка Сергій Георгійович
Сергі́й Гео́ргійович Діря́вка (нар. 18 квітня 1971, Дніпропетровськ, Українська РСР, СРСР) — український футболіст, захисник. Виступав за збірну України. Станом на 2023 рік обіймає посаду головного тренера у футбольному клубі «Гірник-спорт».

## Ігрова кар'єра
Перші кроки у футболі зробив у футбольному клубі «Дніпро-75», першим тренером був Олексій Садовников.
За збірну України зіграв 9 матчів. Дебют 28 жовтня 1992 року в товариському матчі із збірною Білорусі.
У вищій лізі чемпіонату СРСР провів 7 матчів.
У вищій лізі першості України провів 276 матчів, забив 4 м'ячі.
У єврокубках провів 3 матчі.

## Досягнення
- Срібний призер чемпіонату України (3) : 1992/93
- Бронзовий призер чемпіонату України (2) : 1992, 1994/95
- Фіналіст Кубку України (1) : 1994/95